# Juventus Football Club U23 2021-2022
Questa voce raccoglie le informazioni riguardanti la Juventus Football Club U23 nelle competizioni ufficiali della stagione 2021-2022.

## Stagione

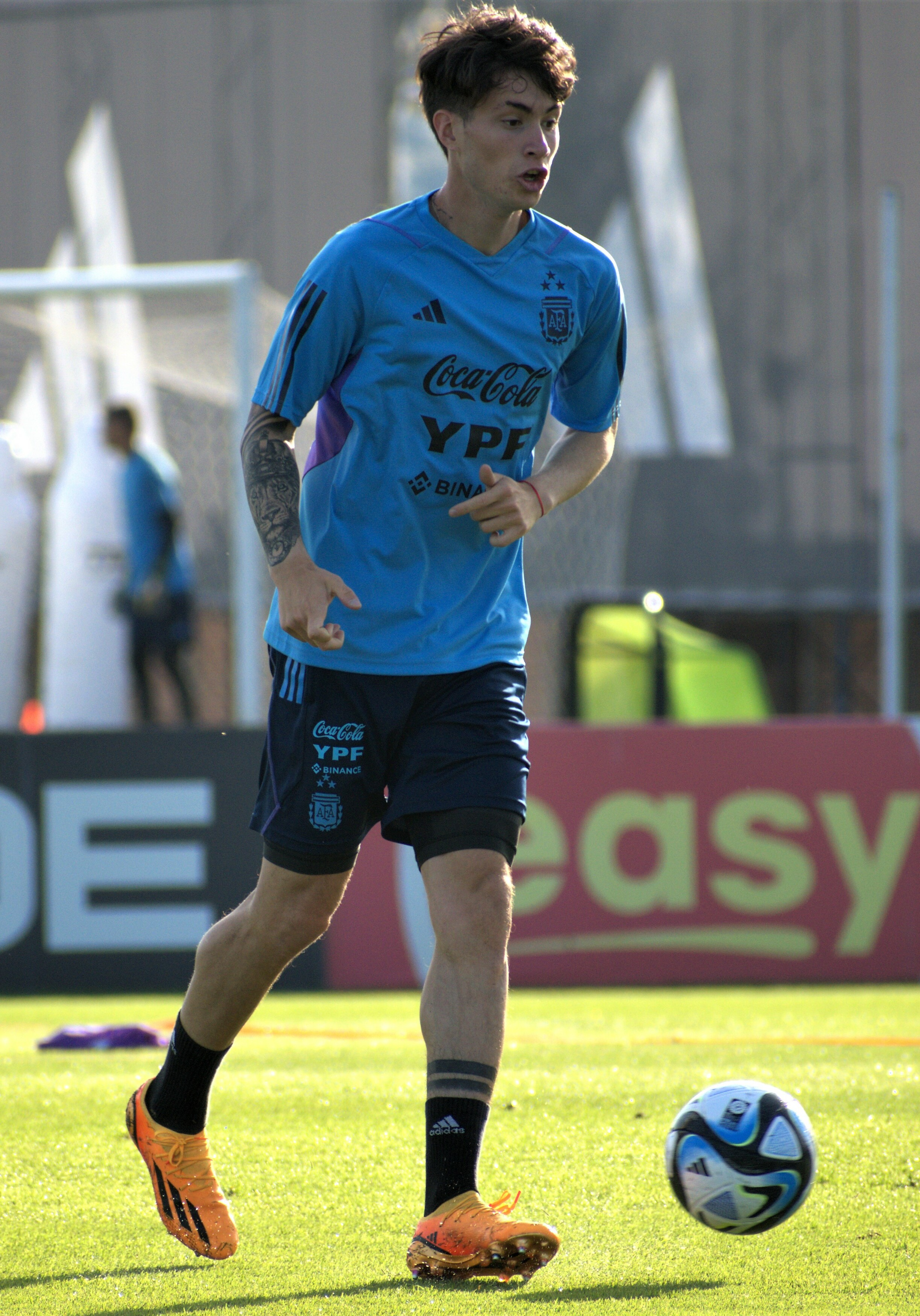
Matías Soulé, tra i giovani messisi maggiormente in mostra in stagione: per l'argentino – che ottiene anche la prima convocazione in nazionale maggiore – un ruolino di 34 gare e 5 gol all'esordio tra i professionisti.

La stagione della seconda squadra bianconera inizia il 16 luglio 2021 con la riconferma di Lamberto Zauli come allenatore. La rosa si segnala per la bassa età media, con la presenza di due soli fuoriquota – il neoacquisto e nuovo capitano della squadra, Poli, e il confermato Brighenti – e numerosi elementi, al contrario, a fare la spola tra l'Under-19 di Andrea Bonatti e, in alcune occasioni, la prima squadra di Massimiliano Allegri: tra di essi il franco-ivoriano Aké, il belga De Winter, l'italiano Miretti e l'argentino Soulé, quest'ultimo capace di ottenere anche la convocazione nella propria nazionale maggiore nonostante la militanza nella terza serie italiana.
Dopo una stagione di pausa ritorna la Coppa Italia Serie C, alla quale la Juventus U23, formalmente ancora detentrice del trofeo, accede affrontando al primo turno eliminatorio la Pro Sesto, contro la quale vince in gara secca per 3-2 dopo i tempi supplementari. Al turno successivo supera col medesimo punteggio la Feralpisalò, prima che la difesa della Coccarda tricolore si fermi agli ottavi di finale con la sconfitta 1-2 sul campo del Südtirol, futuro finalista dell'edizione.
Il cammino in Serie C vede i bianconeri autori di un tranquillo campionato nella prima metà della classifica del girone A, ottenendo agevolmente l'obiettivo minimo della salvezza e anzi raggiungendo la qualificazione ai play-off con due turni di anticipo, grazie al successo interno per 3-2 sul Renate del 10 aprile 2022; due settimane più tardi, con un'altra vittoria interna contro il Legnago e sempre col medesimo punteggio, la Juventus U23 chiude la regular season all'8º posto a quota 54 punti, stabilendo il proprio record societario.
Nella fase play-off del girone i torinesi superano dapprima il Piacenza al primo turno, avendone la meglio, dopo lo 0-0 dei tempi regolamentari, grazie al migliore piazzamento maturato al termine della stagione regolare, e poi i corregionali della Pro Vercelli al secondo turno, battuti 0-1, accedendo così alla fase play-off nazionale. Qui, l'undici di Zauli prosegue il proprio cammino estromettendo il Renate nel doppio confronto del primo turno, prima di terminare il proprio cammino al turno successivo contro i futuri finalisti del Padova, perdendo in casa e vincendo al ritorno, ma pagando la peggiore classifica nella regular season nei confronti dei veneti.

## Divise e sponsor
Il fornitore tecnico per la stagione 2021-2022 è adidas, mentre lo sponsor ufficiale è Jeep e il training kit sponsor Allianz.
| Casa | Trasferta | Terza divisa |

Per i portieri sono disponibili tre divise in varianti verde, giallo e arancione.
| 1ª portiere | 2ª portiere | 3ª portiere |

## Organigramma societario
Area sportiva
- 2nd Teams Area Manager: Giovanni Manna

Area tecnica
- Allenatore: Lamberto Zauli
- Allenatore in seconda: Mirko Conte
- Collaboratore tecnico: Francesco Spanò
- Preparatore atletico: Daniele Palazzolo
- Preparatore atletico: Stefano Cellio
- Allenatore portieri: Cristiano Lupatelli

Area sanitaria
- Medico: Massimo Magistrali
- Medico: Andrea Marchini
- Operatore sanitario: Marco Casalis
- Operatore sanitario: Nicola Sasso
- Riabilitatore: Giuseppe Maggio
- Riabilitatore: Luca Margaglia
- Centro medico: J-Medical

## Rosa
Rosa e numerazione sono aggiornate al 24 aprile 2022.
| N. |                      | Ruolo | Calciatore               |
| -- | -------------------- | ----- | ------------------------ |
| 1  | Uruguay (bandiera)   | P     | Franco Israel            |
| 2  | Svizzera (bandiera)  | D     | Daniel Leo               |
| 3  | Italia (bandiera)    | D     | Diego Stramaccioni       |
| 4  | Italia (bandiera)    | D     | Alessandro Pio Riccio    |
| 5  | Belgio (bandiera)    | D     | Koni De Winter           |
| 6  | Italia (bandiera)    | D     | Matteo Anzolin           |
| 7  | Italia (bandiera)    | C     | Nikola Sekulov           |
| 8  | Italia (bandiera)    | C     | Giuseppe Leone           |
| 9  | Spagna (bandiera)    | A     | Alejandro Marqués        |
| 9  | Italia (bandiera)    | A     | Marco Da Graca           |
| 10 | Argentina (bandiera) | A     | Matías Soulé             |
| 11 | Italia (bandiera)    | A     | Andrea Brighenti         |
| 12 | Italia (bandiera)    | P     | Giovanni Garofani        |
| 13 | Italia (bandiera)    | D     | Fabrizio Poli (capitano) |
| 14 | Italia (bandiera)    | C     | Mattia Compagnon         |
| 15 | Italia (bandiera)    | D     | Davide De Marino         |
| 15 | Italia (bandiera)    | D     | Giuseppe Verduci         |
| 16 | Italia (bandiera)    | C     | Alessandro Sersanti      |
| 17 | Italia (bandiera)    | C     | Emanuele Zuelli          |
| 18 | Francia (bandiera)   | D     | Jean-Claude Ntenda       |
| 19 | Norvegia (bandiera)  | C     | Martin Palumbo           |
| 20 | Italia (bandiera)    | C     | Luca Clemenza            |
| 20 | Italia (bandiera)    | A     | Simone Iocolano          |

| N. |                        | Ruolo | Calciatore              |
| -- | ---------------------- | ----- | ----------------------- |
| 21 | Italia (bandiera)      | C     | Fabio Miretti           |
| 22 | Italia (bandiera)      | P     | Marco Raina             |
| 23 | Francia (bandiera)     | A     | Marley Aké              |
| 24 | Austria (bandiera)     | A     | Ervin Omić              |
| 25 | Inghilterra (bandiera) | A     | Samuel Iling-Junior     |
| 26 | Italia (bandiera)      | D     | Tommaso Barbieri        |
| 27 | Italia (bandiera)      | A     | Nicolò Cudrig           |
| 28 | Argentina (bandiera)   | C     | Enzo Barrenechea        |
| 29 | Brasile (bandiera)     | A     | Kaio Jorge              |
| 30 | Romania (bandiera)     | D     | Gabriele Boloca         |
| 31 | Italia (bandiera)      | A     | Emanuele Pecorino       |
| 33 | Svizzera (bandiera)    | C     | Kristian Šekularac      |
| 34 | Italia (bandiera)      | D     | Riccardo Turicchia      |
| 35 | Italia (bandiera)      | D     | Gabriele Mulazzi        |
| 36 | Italia (bandiera)      | D     | Filippo Fiumanò         |
| 41 | Italia (bandiera)      | C     | Hans Nicolussi Caviglia |
| 42 | Italia (bandiera)      | A     | Leonardo Cerri          |
| 44 | Italia (bandiera)      | P     | Alessandro Siano        |
| 45 | Italia (bandiera)      | A     | Mirco Lipari            |
| 47 | Italia (bandiera)      | C     | Tommaso Maressa         |
| 48 | Svizzera (bandiera)    | A     | Yannick Cotter          |
|    | Italia (bandiera)      | P     | Mattia del Favero       |

## Calciomercato

### Sessione estiva(dal 1/07 al 31/08)
| Acquisti         | Acquisti                  | Acquisti            | Acquisti      |
| R.               | Nome                      | da                  | Modalità      |
| ---------------- | ------------------------- | ------------------- | ------------- |
| P                | Stefano Gori              | Pisa                | fine prestito |
| D                | Pietro Beruatto           | L.R. Vicenza        | fine prestito |
| D                | Dario Del Fabro           | ADO Den Haag        | fine prestito |
| D                | Fabrizio Poli             | Entella             | definitivo    |
| C                | Naouirou Ahamada          | Stoccarda           | fine prestito |
| C                | Hans Nicolussi Caviglia   | Parma               | fine prestito |
| C                | Luca Clemenza             | Sion                | fine prestito |
| C                | Grīgorīs Kastanos         | Frosinone           | fine prestito |
| C                | Martin Palumbo            | Udinese             | prestito      |
| C                | Idrissa Touré             | Vitesse             | fine prestito |
| C                | Wesley                    | Sion                | fine prestito |
| A                | Matteo Brunori            | Virtus Entella      | fine prestito |
| A                | Nikolai Baden Frederiksen | WSG Swarovski Tirol | fine prestito |
| A                | Christopher Lungoyi       | Lugano              | fine prestito |
| A                | Marco Olivieri            | Empoli              | fine prestito |
| A                | Luca Zanimacchia          | Real Saragozza      | fine prestito |
| Altre operazioni |                           |                     |               |
| R.               | Nome                      | a                   | Modalità      |
| P                | Mattia Del Favero         | Pescara             | fine prestito |
| D                | Luca Coccolo              | Cremonese           | fine prestito |
| D                | Alessandro Minelli        | Bari                | fine prestito |
| D                | Erasmo Mulè               | Juve Stabia         | fine prestito |
| D                | Tarik Muharemović         | Wolfsberger         | definitivo    |
| D                | Diego Stramaccioni        | Vis Pesaro          | fine prestito |
| D                | Nikita Vlasenko           | Sion                | fine prestito |
| C                | Mattia Compagnon          | Udinese             | riscattato    |
| C                | Alessandro Sersanti       | Fiorentina          | definitivo    |
| C                | Emanuele Zuelli           | Chievo              | svincolato    |
| A                | Nicolò Cudrig             | Monaco              | definitivo    |
| A                | Mirco Lipari              | Empoli              | fine prestito |

| Cessioni         | Cessioni                  | Cessioni            | Cessioni                                          |
| R.               | Nome                      | da                  | Modalità                                          |
| ---------------- | ------------------------- | ------------------- | ------------------------------------------------- |
| P                | Stefano Gori              | Como                | prestito                                          |
| D                | Raffaele Alcibiade        |                     | svincolato                                        |
| D                | Pietro Beruatto           | Pisa                | prestito                                          |
| D                | Dario Del Fabro           | Seraing             | prestito                                          |
| D                | Radu Drăgușin             | Sampdoria           | prestito                                          |
| D                | Filippo Delli Carri       | Salernitana         | prestito                                          |
| D                | Lucas Rosa                |                     | svincolato                                        |
| D                | Wesley                    | Sion                | prestito                                          |
| C                | Naouirou Ahamada          | Stoccarda           | definitivo (1,5 milioni €)                        |
| C                | Luca Clemenza             | Pescara             | prestito                                          |
| C                | Alessandro Di Pardo       | L.R. Vicenza        | prestito                                          |
| C                | Nicolò Fagioli            | Cremonese           | prestito                                          |
| C                | Grīgorīs Kastanos         | Salernitana         | prestito                                          |
| C                | Hamza Rafia               | Standard Liegi      | prestito con obbligo di riscatto                  |
| C                | Filippo Ranocchia         | L.R. Vicenza        | prestito                                          |
| C                | Idrissa Touré             | Pisa                | definitivo (1 milione €)                          |
| C                | Michele Troiano           |                     | fine carriera                                     |
| A                | Nikolai Baden Frederiksen | Vitesse             | definitivo                                        |
| A                | Matteo Brunori            | Palermo             | prestito                                          |
| A                | Félix Correia             | Parma               | prestito con diritto di riscatto e controriscatto |
| A                | Alejandro Marqués         | Mirandés            | prestito                                          |
| A                | Marco Olivieri            | Lecce               | prestito                                          |
| A                | Giacomo Vrioni            | WSG Swarovski Tirol | prestito                                          |
| A                | Luca Zanimacchia          | Cremonese           | prestito                                          |
| Altre operazioni |                           |                     |                                                   |
| R.               | Nome                      | a                   | Modalità                                          |
| P                | Matteo Bucosse            | Tolentino           | fine prestito                                     |
| P                | Mattia Del Favero         | Cosenza             | prestito                                          |
| P                | Timothy Nocchi            |                     | svincolato                                        |
| D                | Riccardo Capellini        | Mirandés            | prestito                                          |
| D                | Luca Coccolo              | SPAL                | prestito                                          |
| D                | Paolo Gozzi               | Fuenlabrada         | prestito                                          |
| D                | Alessandro Minelli        | Cosenza             | prestito                                          |
| D                | Erasmo Mulè               | Cesena              | prestito                                          |
| D                | Nikita Vlasenko           | Excelsior           | prestito                                          |
| C                | Abdoulaye Dabo            | Nantes              | fine prestito                                     |
| C                | Daouda Peeters            | Standard Liegi      | prestito                                          |
| A                | Ferdinando Del Sole       | Ancona              | prestito                                          |
| A                | Mirco Lipari              | Juve Stabia         | prestito                                          |
| A                | Giuseppe Verduci          | Grosseto            | prestito                                          |

### Sessione invernale(dal 3/01 al 31/01)
| Acquisti         | Acquisti            | Acquisti       | Acquisti         |
| R.               | Nome                | da             | Modalità         |
| ---------------- | ------------------- | -------------- | ---------------- |
| D                | Dario Del Fabro     | Seraing        | rientro prestito |
| D                | Alessandro Minelli  | Cosenza        | rientro prestito |
| C                | Alessandro Di Pardo | L.R. Vicenza   | rientro prestito |
| C                | Hamza Rafia         | Standard Liegi | rientro prestito |
| A                | Christopher Lungoyi | Lugano         | rientro prestito |
| A                | Marco Olivieri      | Lecce          | rientro prestito |
| Altre operazioni |                     |                |                  |
| R.               | Nome                | a              | Modalità         |
| P                | Mattia Del Favero   | Cosenza        | rientro prestito |
| P                | Alessandro Siano    | Imolese        | definitivo       |
| D                | Luca Coccolo        | SPAL           | rientro prestito |
| D                | Giuseppe Verduci    | Grosseto       | rientro prestito |
| A                | Simone Iocolano     | Lecco          | definitivo       |
| A                | Mirco Lipari        | Juve Stabia    | rientro prestito |

| Cessioni         | Cessioni            | Cessioni     | Cessioni                                                                     |
| R.               | Nome                | a            | Modalità                                                                     |
| ---------------- | ------------------- | ------------ | ---------------------------------------------------------------------------- |
| D                | Dario Del Fabro     | Cittadella   | prestito biennale                                                            |
| D                | Albian Hajdari      | Basilea      | prestito                                                                     |
| C                | Alessandro Di Pardo | Cosenza      | prestito                                                                     |
| C                | Hamza Rafia         | Cremonese    | prestito                                                                     |
| A                | Christopher Lungoyi | San Gallo    | prestito                                                                     |
| A                | Marco Olivieri      | Perugia      | prestito biennale con diritto di opzione, contropzione e obbligo di riscatto |
| Altre operazioni |                     |              |                                                                              |
| R.               | Nome                | a            | Modalità                                                                     |
| D                | Luca Coccolo        | Alessandria  | prestito                                                                     |
| D                | Davide De Marino    | Pisa         | prestito con diritto di riscatto                                             |
| D                | Alessandro Minelli  | Pro Vercelli | prestito                                                                     |

## Risultati

### Serie C

#### Girone di andata
| Arbitro: | Djurdjevic (Trieste) |

|             |           |                           |
| Zennaro 58’ | Marcatori | 37’ Miretti 73’ Brighenti |

| Arbitro: | Scatena (Avezzano) |

|                       |           |           |
| Sekulov 39’ Aké 90+3’ | Marcatori | 30’ Negro |

| Arbitro: | Burlando (Genova) |

|             |           |  |
| Bertoni 28’ | Marcatori |  |

| Arbitro: | Angelucci (Foligno) |

|  |           |                           |
|  | Marcatori | 17’ Macchioni 56’ Rolando |

| Arbitro: | Ferrieri Caputi (Livorno) |

|                                 |           |                     |
| Guerra 56’ Luppi 64’ 81’ (rig.) | Marcatori | 10’ Sekulov 90’ Aké |

| Arbitro: | D’Eusanio (Faenza) |

|  |           |           |
|  | Marcatori | 78’ Pinto |

| Arbitro: | Emmanuele (Pisa) |

|  |           |                    |
|  | Marcatori | 57’ (rig.) Miretti |

| Arbitro: | Caldera (Como) |

|             |           |               |
| Corbari 31’ | Marcatori | 46’ De Winter |

| Arbitro: | Carella (Bari) |

|                  |           |             |
| Sekulov 38’, 72’ | Marcatori | 3’ Borghese |

| Arbitro: | Catanoso (Reggio Calabria) |

|                           |           |                             |
| Manconi 40’ Giorgione 65’ | Marcatori | 47’ Kaio Jorge 67’ Pecorino |

| Arbitro: | Delrio (Reggio Emilia) |

|              |           |             |
| Da Graca 89’ | Marcatori | 33’ Capogna |

| Arbitro: | Cascone (Nocera Inferiore) |

|                         |           |  |
| Casiraghi 22’ Rover 41’ | Marcatori |  |

| Arbitro: | Arena (Torre del Greco) |

|           |           |  |
| Soulé 43’ | Marcatori |  |

| Arbitro: | Panettella (Gallarate) |

|                            |           |  |
| Ceravolo 45+1’ Jelenic 70’ | Marcatori |  |

| Arbitro: | Villa (Rimini) |

|              |           |               |
| Aké 49’, 75’ | Marcatori | 78’ Arrondini |

| Arbitro: | Milone (Taurianova) |

|  |           |                       |
|  | Marcatori | 56’ (rig.) Pittarello |

| Arbitro: | Ubaldi (Roma 1) |

|                             |           |  |
| Maistrello 15’ Celeghin 67’ | Marcatori |  |

| Arbitro: | Luongo (Napoli) |

|                           |           |             |
| Compagnon 78’ Miretti 87’ | Marcatori | 2’ Pasquato |

| Arbitro: | Gigliotti (Cosenza) |

|           |           |                                |
| Buric 28’ | Marcatori | 24’ A. Brighenti 32’ Compagnon |

#### Girone di ritorno
| Arbitro: | Leone (Barletta) |

|                  |           |                  |
| A. Brighenti 53’ | Marcatori | 62’ (rig.) Varas |

| Trieste 1º febbraio 2022, ore 14:30 CET 21ª giornata | Triestina           | 0 – 0 referto | Juventus Next Gen | Stadio Nereo Rocco (527 spett.)\| Arbitro: \| Angelucci[116] (Foligno) \| |
| Arbitro:                                             | Angelucci (Foligno) |               |                   |                                                                           |

| Arbitro: | Taricone (Perugia) |

|                         |           |  |
| A. Brighenti 72’ (rig.) | Marcatori |  |

| Arbitro: | Zanotti (Rimini) |

|                        |           |  |
| Comi 6’ Della Morte 9’ | Marcatori |  |

| Arbitro: | Giaccaglia (Jesi) |

|         |           |  |
| Aké 33’ | Marcatori |  |

| Arbitro: | Iacobellis (Pisa) |

|                                |           |  |
| A. Tremolada 46’ D'Ausilio 65’ | Marcatori |  |

| Arbitro: | Cascone (Nocera Inferiore) |

|                                     |           |  |
| A. Brighenti 46’ Compagnon 32’, 34’ | Marcatori |  |

| Arbitro: | Ferrieri Caputi (Livorno) |

|                                            |           |  |
| Riccio 10’ Poli 23’ Iocolano 29’ Soulé 64’ | Marcatori |  |

| Arbitro: | Turrini (Firenze) |

|                        |           |                          |
| Vitale 3’ Ze Gomes 29’ | Marcatori | 69’ Sekulov 88’ Pecorino |

| Arbitro: | Bordin (Bassano del Grappa) |

|               |           |          |
| Compagnon 17’ | Marcatori | 61’ Cori |

| Arbitro: | Di Francesco (Ostia Lido) |

|  |           |               |
|  | Marcatori | 89’ De Winter |

| Arbitro: | F. Longo (Paola) |

|  |           |               |
|  | Marcatori | 35’ Casiraghi |

| Arbitro: | Emmanuele (Pisa) |

|               |           |              |
| Ganz 43’, 73’ | Marcatori | 31’ Iocolano |

| Arbitro: | Tremolada (Monza) |

|             |           |                             |
| Da Graca 7’ | Marcatori | 25’ Jelenič 81’ Della Latta |

| Arbitro: | Galipò (Firenze) |

|              |           |  |
| Stronati 62’ | Marcatori |  |

| Arbitro: | Zanotti (Rimini) |

|              |           |                 |
| Zigoni 45+1’ | Marcatori | 21’ Barrenechea |

| Arbitro: | Zamagni (Cesena) |

|                             |           |              |
| A. Brighenti 36’ Zuelli 52’ | Marcatori | 48’ Rossetti |

| Arbitro: | Gigliotti (Cosenza) |

|                    |           |           |
| Izzillo 78’ (rig.) | Marcatori | 44’ Soulé |

| Arbitro: | Saia (Palermo) |

|                                       |           |                         |
| Compagnon 63’ Cudrig 86’ Da Graca 90’ | Marcatori | 57’, 72’ (rig.) Contini |

#### Play-off

##### Turni preliminari
| Alessandria 1º maggio 2022, ore 17:30 CEST Primo turno | Juventus Next Gen      | 0 – 0 referto | Piacenza | Stadio Giuseppe Moccagatta (834 spett.)\| Arbitro: \| Panettella[143] (Gallarate) \| |
| Arbitro:                                               | Panettella (Gallarate) |               |          |                                                                                      |

| Arbitro: | Carella (Bari) |

|  |           |               |
|  | Marcatori | 58’ Compagnon |

##### Fase nazionale
| Arbitro: | Maranesi (Ciampino) |

|               |           |              |
| Compagnon 29’ | Marcatori | 26’ Celeghin |

| Arbitro: | Carrione (Castellammare di Stabia) |

|  |           |              |
|  | Marcatori | 29’ Da Graca |

| Arbitro: | Perenzoni (Rovereto) |

|  |           |             |
|  | Marcatori | 68’ Chiricò |

| Arbitro: | Monaldi (Macerata) |

|  |           |                 |
|  | Marcatori | 12’ Barrenechea |

### Coppa Italia Serie C

#### Turni eliminatori
| Arbitro: | Iacobellis (Pisa) |

|                        |           |                                             |
| Grandi 1’ Marchesi 17’ | Marcatori | 34’ Sersanti 40’ Cudrig 108’ (rig.) Miretti |

| Arbitro: | Virgilio (Trapani) |

|                                |           |                        |
| Soulé 45+3’, 59’ Compagnon 66’ | Marcatori | 45’ Spagnoli 87’ Luppi |

#### Fase finale
| Arbitro: | Costanza (Agrigento) |

|                           |           |                        |
| Odogwu 35’ Candellone 41’ | Marcatori | 62’ Nicolussi Caviglia |

## Statistiche

### Statistiche di squadra
Statistiche aggiornate al 24 maggio 2022.
| Competizione         | Punti | In casa | In casa | In casa | In casa | In casa | In casa | In trasferta | In trasferta | In trasferta | In trasferta | In trasferta | In trasferta | Totale | Totale | Totale | Totale | Totale | Totale | D.R. |
| Competizione         | Punti | G       | V       | N       | P       | GF      | GS      | G            | V            | N            | P            | GF           | GS           | G      | V      | N      | P      | GF     | GS     | D.R. |
| -------------------- | ----- | ------- | ------- | ------- | ------- | ------- | ------- | ------------ | ------------ | ------------ | ------------ | ------------ | ------------ | ------ | ------ | ------ | ------ | ------ | ------ | ---- |
| Serie C              | 54    | 19      | 11      | 3       | 5       | 27      | 17      | 19           | 4            | 6            | 9            | 16           | 26           | 38     | 15     | 9      | 14     | 43     | 43     | 0    |
| Play-off             | -     | 3       | 0       | 2       | 1       | 1       | 2       | 3            | 3            | 0            | 0            | 3            | 0            | 6      | 3      | 2      | 1      | 4      | 2      | +2   |
| Coppa Italia Serie C | -     | 2       | 1       | 0       | 1       | 3       | 3       | 2            | 1            | 0            | 1            | 4            | 4            | 4      | 2      | 0      | 2      | 7      | 7      | 0    |
| Totale               | 54    | 24      | 12      | 5       | 7       | 31      | 22      | 24           | 8            | 6            | 10           | 23           | 30           | 48     | 20     | 11     | 17     | 54     | 52     | +2   |

### Andamento in campionato
| Giornata  | 1 | 2 | 3 | 4 | 5 | 6  | 7 | 8  | 9 | 10 | 11 | 12 | 13 | 14 | 15 | 16 | 17 | 18 | 19 | 20 | 21 | 22 | 23 | 24 | 25 | 26 | 27 | 28 | 29 | 30 | 31 | 32 | 33 | 34 | 35 | 36 | 37 | 38 |
| --------- | - | - | - | - | - | -- | - | -- | - | -- | -- | -- | -- | -- | -- | -- | -- | -- | -- | -- | -- | -- | -- | -- | -- | -- | -- | -- | -- | -- | -- | -- | -- | -- | -- | -- | -- | -- |
| Luogo     | T | C | T | C | T | C  | T | T  | C | T  | C  | T  | C  | T  | C  | C  | T  | C  | T  | C  | T  | C  | T  | C  | T  | C  | C  | T  | C  | T  | C  | T  | C  | T  | T  | C  | T  | C  |
| Risultato | V | V | P | P | P | P  | V | N  | V | N  | N  | P  | V  | P  | V  | P  | P  | V  | V  | N  | N  | V  | P  | V  | P  | V  | V  | N  | N  | V  | P  | P  | P  | P  | N  | V  | N  | V  |
| Posizione | 9 | 4 | 2 | 6 | 8 | 15 | 8 | 14 | 9 | 8  | 9  | 9  | 8  | 6  | 7  | 7  | 9  | 7  | 7  | 6  | 7  | 6  | 6  | 9  | 5  | 5  | 6  | 6  | 7  | 7  | 7  | 7  | 8  | 8  | 8  | 8  | 8  | 8  |

Fonte:  Serie C girone A – Classifica, su lega-pro.com.
Legenda:

Luogo: C = Casa; T = Trasferta. Risultato: V = Vittoria; N = Pareggio; P = Sconfitta.